# Canton des Abymes-4
Le Canton des Abymes-4 est une ancienne division administrative française, située dans le département de la Guadeloupe et la région Guadeloupe.

## Composition
Le canton des Abymes-4 comprenait une fraction de commune :
- Les Abymes, fraction de commune : 16 807 habitants

## Administration
| Période                                                 | Période | Identité        | Étiquette   | Qualité                                                                                             |
| ------------------------------------------------------- | ------- | --------------- | ----------- | --------------------------------------------------------------------------------------------------- |
| 1985                                                    | 1994    | Agnès Tantin    | PS puis DVG | Adjointe au maire des Abymes                                                                        |
| 1994                                                    | 1997    | Daniel Marsin   | GUSR        | Cadre supérieur de banque Maire des Abymes (1995-2008) Député (1997-2002) Sénateur (2004-2011)      |
| 1997                                                    | 2008    | Lurel Chonkel   | GUSR        | Assistant d'études                                                                                  |
| 16 mars 2008                                            | 2015    | Louis Galantine | FGPS        | Cadre supérieur EDF Conseiller régional (2004-2015) Élu en 2015 dans le nouveau canton des Abymes-3 |
| Les données antérieures ne sont pas encore mentionnées. |         |                 |             | |